# Graine au vent
Pour plus de détails, voir Fiche technique et Distribution.
Graine au vent est un film français réalisé en 1943 par Maurice Gleize, sorti en 1944.

## Synopsis
Un enfant est repoussé par son père et sa sœur lorsque sa mère meurt en le mettant au monde. La famille se désagrège ; le père s'adonne à la boisson, l'enfant est placé chez une nourrice. Toutefois la petite fille va prendre l'initiative de faire revenir l'enfant dans la maison familiale dont elle décide de s'occuper, incitant ainsi le père à changer son comportement.

## Fiche technique
- Titre : Graine au vent
- Réalisation : Maurice Gleize
- Scénario : Maurice Gleize et Steve Passeur, d'après le roman de Lucie Delarue-Mardrus (Ferenczi et fils, 1925)
- Dialogues : Steve Passeur
- Photographie : Jules Kruger
- Son : Jean Rieul
- Musique : Jean Hubeau
- Décors : Robert-Jules Garnier
- Montage : 	Lucienne Déméocq
- Production : Lux Compagnie Cinématographique de France (Paris)
- Pays d'origine :  France
- Format :  Noir et blanc - 1,37:1 - 35 mm - Son mono
- Genre : Comédie dramatique
- Durée : 90 min
- Date de sortie : 
  - France : 16 mars 1944

## Distribution
- Carletina - Alexandra
- Jacques Dumesnil - Le sculpteur Bruno Horp
- Marcelle Géniat
- Lise Delamare - Fernande
- Gisèle Casadesus - Germaine Horp
- Paul Faivre
- Odette Talazac - 	La nourrice
- Maurice Dorléac
- Albert Malbert
- Paul Ville